# Heinrich Bernhard Austin
Heinrich Bernhard Austin (* 1723 in Bredauen im litauischen Kammerdepartement; † 1780) war ein preußischer Beamter und Gutsbesitzer.

## Leben

### Familie
Heinrich Bernhard Austin war der Sohn des Amtsrats und Generalpächters des Amtes Szirgupönen Bernhard Austin (* 1689; † vor 1765); seit 1737 besaß er das Gut Kieselkehmen.
Er war verheiratet und hatte vier Töchter. Seine Tochter Friederike Amalie (1745–1795) war in erster Ehe verheiratet mit dem Kriegs- und Domänenrat Johann Friedrich Redecker (1720–1775) und heiratete in zweiter Ehe den Kriegs- und Domänenrat Johann Friedrich Wilhelm Farenheid (1747–1834); ihr Enkel war der spätere Politiker und Kunstsammler Fritz von Farenheid.
Als Heinrich Bernhard Austin starb, war er Erbherr auf Kieselkehmen.

### Werdegang
Heinrich Bernhard Austin besuchte bis Ostern 1740 das Friedrichs-Kollegium in Königsberg und immatrikulierte sich am 28. März 1740 an der Albertus-Universität Königsberg für ein Studium der Rechtswissenschaften.
1744 wurde er Regimentsquartiermeister und Auditeur im Altpreußischen Garnisonregiment No. XI.
Er wurde am 5. Juni 1764, als Nachfolger von Aegidius Caspar Laurens (* 1711), zum Kriegs- und Domänenrat sowie zum Steuerrat in Gumbinnen ernannt und stand den Städten im litauischen Bezirk vor. Im April 1767 übernahm er die Stelle des in den Ruhestand verabschiedeten George Piccard (* 1697) im Kammerkollegium.
1770 gründete er den Gutsbezirk Austinehlen.
Als es 1777 zu größeren personellen Veränderungen in der Kriegs- und Domänenkammer Gumbinnen kam, nahm er im Juni 1777 seinen Abschied.